# 无人系统部队
無人系統部隊（英語：Unmanned Systems Forces，縮寫為USF，羅馬化：Syly bezpilotnykh system (SBS)）是烏克蘭武裝部隊的一個分支，專門從事無人機作戰及陸、海、空無人軍用機器人的運用。該部隊於俄羅斯入侵烏克蘭期間成立，並於2024年6月11日正式編制成軍。烏克蘭是全球首個（也是目前唯一）設有專責無人系統軍種的國家。

## 歷史
2024年2月6日，烏克蘭總統弗拉基米爾・澤倫斯基發布命令，指示烏克蘭政府與總參謀部建立一支獨立的無人系統軍種，並由國家安全與國防會議審議相關事宜。
2024年2月10日，官方宣布瓦迪姆・蘇哈列夫斯基上校被任命為武裝部隊總司令奧列克山德・西爾斯基的副手，負責無人系統的推動與實施。自俄羅斯全面入侵以來，蘇哈列夫斯基即為第59機械化旅的指揮官。
「蘇哈列夫斯基上校」的重點任務是無人系統，以及協助我軍發展無人機的實戰應用；「安德烈・列別登科上校」則專注於創新，特別是軍隊的科技組成與作戰系統。他們兩人皆已被任命為總司令的副手。我們需要的是新技術的實際操演。理論已經夠多了；一切都必須在實務中運作，才能實現烏克蘭的目標，並最大程度地保護我們士兵的生命。——弗拉基米爾・澤倫斯基
2024年5月7日，烏克蘭內閣支持由國防部與總參謀部擬定的法令草案，正式設置無人系統部隊。
2024年6月10日，烏克蘭國防部宣布蘇哈列夫斯基上校被任命為無人航空載具部隊的指揮官。
2024年6月11日，該部隊正式編成。根據戰略與國際研究中心（CSIS）的分析，無人系統部隊的核心任務是「蒐集經驗、傳播知識，並將這些洞見制度化，制定軍事條例與戰術／作戰準則」，以供整體武裝部隊參考。
2024年10月23日，部隊參謀長羅曼・赫拉德基被解除職務。
根據CSIS資料，無人系統部隊與國內90%無人機製造商保持密切聯繫，負責測試新系統並向開發者回饋意見，同時訓練無人機操作員進行實戰任務。截至2024年11月，USF已整合超過170種不同的無人系統。

## 行動
儘管俄羅斯武裝部隊的無人機數量是烏克蘭的六倍，烏克蘭無人系統部隊（USF）聲稱其所使用的無人機品質優於俄方。截至2024年6月，估計約有3,000名士兵隸屬於USF。
2025年1月14日，烏克蘭對俄羅斯布良斯克州、薩拉托夫州、圖拉州以及韃靼斯坦共和國境內的化工廠與能源基礎設施發動飛彈攻擊。USF宣稱：「無人機成功地分散了俄軍的防空注意力，為打擊主要目標的飛彈鋪平了道路。」
於2025年1月28日深夜或29日清晨，第14獨立無人航空載具團對位於布良斯克州、靠近俄羅斯與白俄羅斯邊界的友誼管線的抽水站發動攻擊，據報導使用可對目標投擲炸彈的無人機。根據《Defense Express》報導，這些無人機搭載FAB-250 M-54高爆航空炸彈，機身底部配備光學瞄準系統，可執行精確打擊。2025年1月31日，USF確認其使用了搭載250公斤航空炸彈的無人機。USF司令部表示，這些無人機可達2,000公里的作戰半徑，並具備返航能力，是一項改變戰場規則的獨特創新。
首次於2024年12月公布的雷射武器系統「Tryzub」，其實戰畫面於2025年4月13日由烏克蘭無人系統部隊首度釋出。影片中顯示該系統成功摧毀一架光纖傳輸的第一人稱視角（FPV）無人機。